# نورت دام ديس بينس (كيبك)
نورت دام ديس بينس (بالإنجليزية: Notre-Dame-des-Pins, Quebec)‏ هي بلدية محلية في كيبيك تقع في كندا في Beauce-Sartigan Regional County Municipality. يقدر عدد سكانها بـ 1,227 نسمة ومساحتها 25.00 كم2 .